# UFIT
uFit(ユーフィット)とは、株式会社MAKERSの代表取締役林慧亮が展開しているフィットネスブランド。

## 概要
YouTuberとしても活動するトレーナー林慧亮が代表取締役として、トップアスリートから一般人まで幅広い層に向け、フィットネス器具やプロテインなどを企画販売している。「病気になってから治療するのではなく、フィットネスを通じて予防するのが当たり前という世界を作りたい」という理念を実現することを目的とした企業である。

## ブランド名の由来
「1人1人（あなた=You） の目標に合ったフィットネスの提供」を意味する造語。

## 商品展開
主にフィットネス器具やサプリメントの商品展開を行っている。完全栄養食が発売後に好評を受け、その後プロテインなどを発売。
サプリメント
- uFit完全栄養食
- uFit Soy Protein

フィットネス器具
- uFit RELEASER Mini
- uFit RELEASER
- uFit Vibrating Roller
- uFit Balance Ball
- uFit yogamat
- uFit MASSAGE BALL
- Compact Roller
- uFit Training Tube
- uFit Rubber Tube

## 活動
2022年6月18日YouTube「uFit」公式チャンネルで元卓球日本代表水谷隼と対談。
2022年5月21日YouTube「uFit」公式チャンネルでバスケットボール元日本代表、現Bリーグ群馬クレインサンダーズ所属の五十嵐圭と対談。
2022年4月27日YouTube「uFit」公式チャンネルで2016年オリンピックでレスリング銀メダリストの太田忍と対談。
2022年4月9日YouTube「uFit」公式チャンネルで2020年オリンピックでラグビー日本代表の藤田慶和と対談。
2022年3月23日YouTube「uFit」公式チャンネルでRIZIN2017で優勝した女性総合格闘家浅倉カンナと対談。
2022年池谷幸雄が主催する「IGC」カップ（IKETANI YUKIO GYMNASTIC CLUB）に協賛。
2022年4月6日に障がい者の自立を後押しする、人工甘味料/香料フリーのソーシャルプロテイン『uFit Soy Protein』をクラウドファンディングにて4月6日より先行予約販売開始。
J1リーグ所属のサッカークラブ「ジュビロ磐田」とサプライヤー契約を締結。
2022年4月1日元プロ卓球選手の水谷隼がブランドアンバサダーに就任。
2022年4月1日Bリーグのプロバスケットチーム「熊本ヴォルターズ」と2021-2022シーズンのサプライ契約を締結
2022年3月31日Bリーグのプロバスケットチーム「さいたまブロンコス」と2021-2022シーズンのサプライ契約を締結
2022年Bリーグのプロバスケットチーム「名古屋ダイヤモンドドルフィンズ」と2021-2022シーズンのサプライ契約を締結。
2022年3月27日Bリーグのプロバスケットチーム「岐阜スゥープス」と2021-2022シーズンのサプライ契約を締結。
2022年3月26日Bリーグのプロバスケットチーム「東京八王子ビートレインズ」と2021-2022シーズンのサプライ契約を締結。
2022年3月10日Bリーグのプロバスケットチーム「シーホース三河」と2021-2022シーズンのサプライ契約を締結。
2021年11月10日Bリーグのプロバスケットチーム「滋賀レイクスターズ」と2021-2022シーズンのコンディショニングパートナー契約を締結。
2021年11月10日Bリーグのプロバスケットチーム「福島ファイヤーボンズ」と2021-2022シーズンのコンディショニングパートナー契約を締結。
2021年10月28日Bリーグのプロバスケットチーム「群馬クレインサンダーズ」と2021-2022シーズンのサプライ契約を締結。
2021年10月28日Bリーグのプロバスケットチーム「レバンガ北海道」と2021-2022シーズンのオフィシャルサプライヤー契約を締結。
2021年10月28日Bリーグのプロバスケットチーム「アースフレンズ東京Z」と2021-2022シーズンのレギュラーサプライヤー契約を締結。
2021年10月28日Bリーグのプロバスケットチーム「愛媛オレンジバイキングス」と2021-2022シーズンのオフィシャルパートナー契約を締結。

## 関連ページ
- 水谷隼
- 浅倉カンナ
- 太田忍
- 藤田慶和
- 五十嵐圭
- ジュビロ磐田
- 熊本ヴォルターズ
- さいたまブロンコス
- 名古屋ダイヤモンドドルフィンズ
- 岐阜スゥープス
- 東京八王子ビートレインズ
- シーホース三河
- 滋賀レイクスターズ
- 福島ファイヤーボンズ
- 群馬クレインサンダーズ
- レバンガ北海道
- アースフレンズ東京Z
- 愛媛オレンジバイキングス